# ミリア・レイジ
ミリア=レイジ(Millia Rage)とは2D対戦格闘ゲーム「GUILTY GEARシリーズ」に登場する架空の人物。声優は住友優子。

## 概要
- ロシア出身の元アサシン。口数は少なくクールな性格の持ち主。自分の境遇や排他的な思考に苦悩する事もあり、完全に人間味が無い訳ではない。
- 特徴的な金色の髪に禁呪を宿しており、彼女の意のままに操る事が出来る。普段のヘアスタイルはショートカットであり、戦闘時には髪を伸ばして危険に備えている。
- ザトーが禁呪法の代償として視力を失っているように、禁呪法を用いた術者はその代償に何かを失うのだが、ミリアのアフターリスクは明らかにされていない。ただしミリアの禁呪も、将来的にはエディのように化けて出る危険性を孕んでいる。ザトーほど高いリスクは無い[1]と言われている一方で、「ΛC」のストーリーモードではザトーのように髪に自我を侵食されてゆく描写がある。
- アサシン組織時代にはかなりの地位にあり、『GG』以前には組織の命運を左右する重大な仕事を任されている。ザトーとの関係は単なる師弟に留まらず、恋愛[2]・愛人関係を匂わせる描写が幾つも出ている。アサシン時代の咎は、ザトー逮捕に貢献した事で放免されている。アサシン組織を脱走した理由について、石渡太輔は「自分の人生について深く考察し、『嫌なこと』をそのままにしておきたくなかったから」と言及している[1]。
- ジョニーやメイから、「快賊団に来ないか」と誘われている。しかし当のミリアは快賊団に入団する気は無い模様。
- 『X』から『XXΛC』のコスチュームのモチーフは「裸にTシャツ」で、美脚を露出しており、｢綺麗どころのお姉さん｣をイメージしてデザインされている。ただし、『パチスロ ギルティギア ヴァステッジ』以降は脚の露出を控えたコスチュームになっている。
- 『Xrd』で大きくコスチュームが変わったキャラの一人。コスチュームのメインカラーは白から黄色となり、黒いタイツを身につけ、大きなコサック帽にナンバープレートをつけたグラフィックとなり、普段の髪型なども変化した。
- 『STRIVE』ではさらに衣装変更。トレンチコートのような服を着用している。

## ストーリー
聖戦で幼いころに両親を亡くし孤児となったミリアはアサシン組織に拾われ、禁呪法を用いて髪を操る殺人術を身に付けた。しかしふとした事から人を殺す事に心苦しさを感じた彼女は、組織のリーダーであるザトーを罠にかけ組織から逃亡を図った。組織の裏切り者となったミリアは、追っ手に執拗に狙われる日々を過ごしていた。
GUILTY GEAR
罪人であるはずのザトーが出所し第二次聖騎士団選考武道会に出場する事が分かると、アサシン組織を頭から崩すべく大会に参加。闘いの末にザトーは影に飲み込まれ自滅。ミリアはようやく自由を手にした。
GUILTY GEAR X
平穏な毎日を過すミリアであったが、ザトーが完全に死んでいない事が気掛かりとなり、再びザトーを追った。旅の果てについにザトーと相対するが、既に虫の息であったザトーは、今までの愚行を懺悔した後に絶命する。
GUILTY GEAR XX
復讐を果たしたミリアであったが、ザトーを殺したことへの後悔・恐怖など様々な感情が入り混じり不安定になる。それらを払拭するため、ザトーを完全に殺すため再び動き出す。
GUILTY GEAR Xrd -SIGN-
ザトー復活の報を聞き、ヴェノム率いるアサシンとは別のルートで事の真相を確かめるために動き出す。その後、ストーリーモードにて、アサシン組織のメンバーと行動を共にするようになる。
ザトーの蘇生により、過去の裏切りなどから確執があったヴェノムとの関係などにも変化が生じ、普通の女性として暮らすにはアサシンとしての生活が馴染み過ぎていた己自身と向き合い、これからの生き方について考えるようになる。
GUILTY GEAR Xrd -REVELATOR-
前作で敗れたベッドマンの打倒のためザトーやスレイヤーと模擬戦を行った際に彼らの言葉から、「皆が帰れる場所を作る」ために、かつて裏切った組織へ戻る決意を固める。
GUILTY GEAR -STRIVE-
再建された終戦管理局・局長としてレオ・ホワイトファング達の前に登場。ザトー＝ONEとレオ・ホワイトファング達の手助けを行っている。

## ゲーム中の性能
2回出来る空中ダッシュ、速いダッシュスピードなどの高い機動力と発生の早い下段攻撃、中段攻撃を多数持っており相手のガードを崩す能力が非常に高い。
連続技も比較的難易度が低く、ダウンを奪いやすく「崩す→連続技→起き攻め…」といったループを繰り返せるため「起き攻めの女王」とも呼ばれる。
弱点は切り返し手段と立ち回りが若干弱い事、攻撃力と防御力が低い事。
ΛCでは、一部のジャンプ攻撃が空中ダッシュでキャンセル可能になった。
シリーズ通しての上位キャラクターである。SLASHでは立ち回りの方法や技の性能が変化し息を潜めたものの、起き攻めは依然として強力である。
GOLDモードでは、移動速度が通常の8倍となっている。

## 技の解説

### 必殺技
ラストシェイカー [GG～]
鋭く尖らせた髪で相手をメッタ刺しにする。『SLASH』・『ΛC』では下記の必殺技にキャンセル可能。
前転 [SLASH~ΛC]
後述の前転とほぼ同一。
アイアンセイバー [SLASH~ΛC]
後述のアイアンセイバーとほぼ同一。
ロンギヌス [ΛC]
フォースブレイク解説を参照。
カンデムトップ [GG] (FRC)
髪を振り回し攻撃、その後円形の飛び道具を発生させる。GGXからはタンデムトップと改名された。
タンデムトップ [GGX～] (FRC)
カンデムトップと同一モーションかつ打撃部分が省略されたもの。即座に発生するS版と発生まで1秒ほど掛かる代わりに硬直の短いHS版が存在する。後者は起き攻めに有効。
バッドムーン [GGX~] (空中専用／FRC)
月の形に変化させた髪で、斜め下の敵を切り刻む必殺技。ジャンプ直後に出すことで発生の早い中段攻撃として利用できる。
高速落下 [GGX~] (空中専用／FRC)
斜め前下に急速落下する移動技。これも「前転」と同じく相手の位置関係を入れ替えることが出来る。
アイアンセイバー [GGX~] (FRC)
剣の形に変化した髪に乗り突進する技。FRCを利用したガード崩しは強力である。
名前はドイツのヘヴィメタルバンド、アイアン・セイヴィアーから。
前転 [GG~Xrd]
短い距離を姿勢を低くして移動する。相手をすり抜けて移動できるので左右の位置関係を逆転させたり、地上投げを狙うために使われる。Xrdでは下記の必殺技に派生が可能。
再前転 [Xrd]
再度前転する。移動距離は前転より短い。
ラストシェイカー [Xrd]
前述のラストシェイカーと同一。
ディジタリス [Xrd]
ランスのような形状にした髪で突きを放つ。横へのリーチに優れる。
ダストアタック [Xrd]
中段技。通常技としてのダストアタックより発生が若干早い。
ミラーシュ [GGST]
地上での短距離移動。移動中は上半身への攻撃を躱しつつ、相手の裏に回ることもできる。
カピエル [STRIVE] (空中専用)
空中にバラの花のような飛び道具を発生させ、自身は跳びあがる。対空攻撃をずらしたり、ジャンプ移動距離をのばす際に有効。
シークレットガーデン [XX~Xrd,EX] (空中可(EXのみ))
1秒ほどの硬直時間の後、頭上に球体の飛び道具を発生させる技。硬直時間の間にレバー＋HSで最大4回移動方向を指定することが出来る（前→右斜め下→上→下など）。球体が動き出すまで無防備である。
EX版はモーションが変わる。
シークレットガーデン停止 [SLASH~ΛC]
動作を中断する。球体は発生しないのでフェイントとしての用途が主となる。
サイレントフォース [XX~Xrd] (空中専用)
ナイフを斜め下に投げつける飛び道具。対空攻撃をずらす用途や、コンボに適している。一度使うと回収するまで再び使用することが出来ない。作品によっては軌道の異なるK版・S版・HS版などが存在するものの、一つのナイフを共用している。
名前はドイツのヘヴィメタルバンド、サイレント・フォースから。
サイレントフォース回収 [XX~Xrd]
落下地点でしゃがむ事でナイフを回収する。
リヴィングランサー（⇒ハングリービー） [GG・Putit]
髪を槍状に分離させ、飛び道具として飛ばす。
リヴィングランサー・上 （⇒ハングリービー）[GG]
斜め上方向に飛ばすリヴァイングランサー。
ハングリービー[GG]
浮遊中のリヴァイングランサーを方向キー＋Sボタンで任意の方向に飛ばす。
フロートウィング [EX]
ジャンプHSの持続時間を1.2秒伸ばす。
リヴィングフォース [EX]
「サイレントフォース」を地上から水平に投擲する技。「サイレントフォース」と同じナイフを共用しているのでこれも回収するまで使えなくなる。
プリティメイズ [EX] (空中可／FRC)
小さく飛びながら緑の輪を発生させる。

### フォースブレイク
プリティメイズ [ΛC] (空中可)
小さく飛びつつ円形の飛び道具を自分の周りに発生させる（EX版のものとほぼ同値）。3ヒットし、当たると相手を引き寄せる。またミリアが攻撃を喰らっても消えない。主に起き攻め、割り込みに使用。
ロンギヌス [ΛC]
髪で作った太い槍で突き飛ばす。相手を大きく吹き飛ばすため、画面端に追い詰めるための技として効果を発揮する。

### 覚醒必殺技
ウィンガー [GGX~] (FRC)
髪を鳥の翼のように変化させ、相手を巻き込みながら上昇、最頂点から一気に急降下して相手に体当たりを仕掛ける技。長い無敵時間を持つので、主に切り返しに使用。
ウィンガー(上昇) [EX] (⇒ウィンガー(下降))
ウィンガーの上昇部分だけを行う技。
ウィンガー (下降) [EX]
ウィンガーの下降部分を行う技。
アイアンメイデン [GG]
5本のリヴィングランサーを同時に発射する技。
名前は拷問器具「鉄の処女」の名を冠したヘヴィメタルバンドアイアン・メイデンから。
エメラルドレイン [GGX~Xrd]
円形の飛び道具を3連射する技。ヒット後は追撃可能。主に連続技に使用。
セプテムヴォイシズ [STRIVE]
歯車のように回転する、最大3ヒットの飛び道具を射出する。連続技の締めに最適。
クローミングローズ [Xrd]
一定時間、ダッシュやバックステップ、一部の技でミリアが通った軌跡上に少し遅れて飛び道具扱いのバラが咲く。

### 一撃必殺技
バグバイト [GG]
敵の頭に跨り、心臓部を一突きする一撃必殺技。
アイアンメイデン [GGX~Xrd]
髪の毛を地面に刺し、相手の足元から無数の髪を上昇させたあと、敵を八方から串刺しにする。Xrdでは無数の髪の毛針を発射して相手を包囲した後、一斉に相手に集中させる。

## テーマミュージック
- Writhe In Pain（GG～GGXXΛC）
- The lily of steel（GGXrd）
- Love the Subhuman Self（GGST）
- Conclution(GG/対ザトー)
- Still In The Dark(GGX/対ザトー)
- The Spider's Thread(Do you know?)（GGXrd/対ザトー）
- Existence(GGXX～/対アサシン)

## ステージ
- 森林にある噴水のほとり（GG）
- RUSSIA（GGX～SLASH）
- LONDON（AC）
- PARIS：オペラ座（ISUKAのみ）
- Dragonica Falls (Xrd)
- Ajatar Hunting Ground（GGST）

## その他
- 初期設定では出身地はブラジルでナイフ使い、性格はタカビー、女王様、お姉様系で気が強く、二重人格者と現在とは全く異なる。
- 石渡太輔は、ミリアのキャラクターを通して「社会から排斥された人物を愛してしまう感情をどう思うか」というメッセージを伝えたいと語っている[3]。
- GGX～SLASHのステージ「RUSSIA」では、1/128の確率で宇宙人（グレイ）が登場する。
- 公式ホームページの人気投票にて、ソルやカイ以外で1位を獲得した数少ない女性キャラである。

## 参考資料
- 「電撃プレイステーションF 創刊号」メディアワークス
- 「ギルティギアゼクス ドラフティングアートワークス」 エンターブレイン、2001年 ISBN 978-4757703018
- 「ギルティギア 10th メモリアルブック」 エンターブレイン 2009年